# Saint-Pierre i Miquelon
Saint-Pierre i Miquelon (Wspólnota Saint-Pierre i Miquelon, Saint-Pierre-et-Miquelon, Collectivité territoriale de Saint-Pierre-et-Miquelon) – wspólnota zamorska Francji, obejmująca archipelag o tej samej nazwie, położony na Oceanie Atlantyckim, w Ameryce Północnej u południowych wybrzeży Nowej Fundlandii.

## Geografia

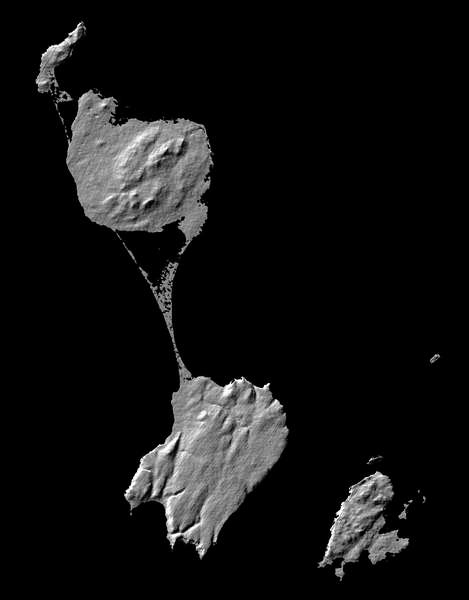
Zdjęcie satelitarne ukazuje rzeźbę wysp

Powierzchnia wysp wynosi 242 km². Obejmuje ona 2 grupy wysp: Saint-Pierre (24 km²) i Miquelon (216 km²) oraz otaczające je liczne wysepki i skały.
Głównym elementem krajobrazu wysp są rozległe torfowiska oraz skaliste płaskowyże (wysokość do 240 m n.p.m., Morne de la Grande Montagne). Na stromych i wysokich brzegach gniazdują liczne ptaki morskie.
Terytorium zamieszkuje ponad 5500 osób (stan na rok 2017; liczba ta podlega nieznacznym wahaniom), z czego większość żyje w stolicy departamentu Saint-Pierre – 5,5 tys. mieszkańców.

## Strefa czasowa
Zimą w Saint-Pierre i Miquelon obowiązuje Pierre & Miquelon Standard Time (PMST) – jest to strefa czasowa, odpowiadająca czasowi słonecznemu południka 45°, który różni się o 3 godziny od uniwersalnego czasu koordynowanego (UTC-03:00).
Latem obowiązuje czas letni – Pierre & Miquelon Daylight Time (PMDT) różniący się o 2 godziny od uniwersalnego czasu koordynowanego (UTC-02:00).

## Historia
Wyspy, odkryte w 1535 przez Jacques’a Cartiera, zostały zasiedlone w XVII w. przez rybaków z zachodniej Francji, głównie Bretończyków i Basków. Od tej pory są one posiadłością francuską, choć pretensje do nich zgłaszali również Brytyjczycy (w latach 1713, 1778, 1793 i 1803 okupowali wyspy). W 1814 zostały oficjalnie uznane za kolonię francuską.
W roku 1940 wyspy znalazły się pod jurysdykcją reżimu Vichy. W grudniu 1941 wyspy zostały zajęte przez oddziały Wolnych Francuzów. W latach 1946–1976 posiadały status terytorium zamorskiego. W 1976 uznano je za departament zamorski, a w 1985 przyznano im status zamorskiej wspólnoty.

## Gospodarka
Większość z mieszkańców do roku 1992 znajdowała zatrudnienie w rybołówstwie (głównie przy połowach dorsza), przemyśle rybnym, hodowli zwierząt futerkowych (srebrnych lisów i norek) i obecnie intensywnie rozwija się turystyka (kilkanaście tysięcy turystów rocznie) głównie Kanadyjczycy oraz Amerykanie i Francuzi.

### Emisja gazów cieplarnianych
Emisja równoważnika dwutlenku węgla z terytorium wysp wyniosła w 1990 roku 0,157 Mt, z czego 0,148 Mt stanowiła emisja dwutlenku węgla. W przeliczeniu na mieszkańca emisja wyniosła wówczas 23,556 t dwutlenku węgla. Następnie emisje znacznie spadły i od 2012 ponownie rosną. Głównym źródłem emisji przez cały czas była energetyka, choć na początku lat 90. XX w. znaczny udział miały emisje z budynków, które jednak wkrótce znacznie ograniczono. W 2018 emisja dwutlenku węgla pochodzenia kopalnego wyniosła 0,079 Mt, a w przeliczeniu na mieszkańca 12,492 t.

## Demografia
Ogólna liczba ludności wysp według spisu powszechnego ze stycznia 2011 roku wynosiła 6 080, z których 5 456 mieszkało w Saint-Pierre a 624 w Miquelon-Langlade. Według spisu z 1999 roku, 76% ludności urodziło się na archipelagu, a 16,1% urodziło się we Francji, gwałtowny wzrost z 10,2% w 1990. W tym samym spisie, mniej niż 1% ludności określiło się jako cudzoziemcy. Archipelag ma wysoki poziom emigracji, zwłaszcza wśród młodych ludzi, którzy często wyjeżdżają na studia, nie wracając potem. Nawet w czasach wielkiego dobrobytu połowów dorsza, przyrost ludności zawsze był ograniczony z powodu geograficznego oddalenia, surowego klimatu i nieurodzajnych gleb.
Historyczna populacja:
| Rok  | Populacja | Zmiana procentowa |
| ---- | --------- | ----------------- |
| 1847 | 1 665     | –                 |
| 1860 | 2 916     | +75,1%            |
| 1870 | 4 750     | +62,9%            |
| 1897 | 6 352     | +33,7%            |
| 1902 | 6 842     | +7,7%             |
| 1907 | 4 760     | -30,4%            |
| 1911 | 4 209     | -11,6%            |
| 1921 | 3 918     | -6,9%             |
| 1926 | 4 030     | +2,9%             |
| 1931 | 4 321     | +7,2%             |
| 1936 | 4 175     | -3,4%             |
| 1945 | 4 354     | +4,3%             |
| 1951 | 4 606     | +5,8%             |
| 1957 | 4 879     | +5,9%             |
| 1962 | 5 025     | +3,0%             |
| 1967 | 5 235     | +4,2%             |
| 1974 | 5 840     | +11,6%            |
| 1982 | 6 041     | +3,4%             |
| 1990 | 6 277     | +3,9%             |
| 1999 | 6 316     | +0,6%             |
| 2006 | 6 125     | -3,0%             |
| 2011 | 6 080     | -0,7%             |
| 2013 | 6 057     | -0,7%             |

Etnografia
Podczas gdy pewne ruiny wskazują na obecność Indian na archipelagu, to jednak jest mało prawdopodobne stałe osadnictwo na tych ziemiach poza sezonowymi i okazjonalnymi wyprawami łowieckimi i myśliwskimi. Obecna ludność jest wynikiem napływu imigrantów z portów francuskich, głównie Normanowie, Baskowie, Bretończycy i Saintongeais, a także z Akadii i Nowej Fundlandii.
Języki
Mieszkańcy mówią w języku francuskim, a ich zwyczaje i tradycje są podobne do tych, które można znaleźć we Francji. Język francuski używany na archipelagu jest bliższy temu z Francji niż z Kanady, ale posiada wiele unikatowych cech. Baskijski, wcześniej używany prywatnie w domach przez osoby o baskijskich korzeniach, zniknął z wyspy w końcu lat 50. XX wieku.

## Religia
Struktura religijna kraju w 2010 roku według Pew Research Center:
- Kościół rzymskokatolicki – 93%
- brak religii – 3,8%
- protestantyzm – 1,2% (głównie: zielonoświątkowcy)
- inni chrześcijanie – 0,5% (zobacz: Świadkowie Jehowy na Saint-Pierre i Miquelon)
- islam – 0,2%
- inne religie – 1,3%.